# Descatalogar

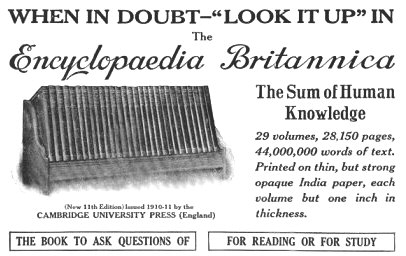
Anuncio para la XI edición de la Enciclopedia Británica, actualmente descatalogada y libre de derechos de autor

Una obra u objeto descatalogado o retirado del mercado es algo que ya no se publica o no se comercializa. El término se aplica a todo tipo de elementos impresos, medios visuales, grabaciones de sonido y de vídeo, y también a objetos —a menudo relacionados con la tecnología— que han dejado de fabricarse por haber quedado obsoletos y ya no es posible encontrar en el mercado. Un libro descatalogado es una obra que ha dejado de editarse. Si se refiere obras impresas, el término puede aplicarse a ediciones específicas de obras populares que pueden descatalogarse repetidamente, o a la única tirada de una obra que no encuentra editores que quieran volver a publicarla en un futuro.
La mayor parte de las obras publicadas se descatalogan en algún momento, mientras que libros extremadamente populares, como la Biblia siempre están en catálogo. Los libros menos populares descatalogados suelen ser difíciles de encontrar, a no ser que se escaneen o estén disponibles en formato electrónico. Con la creación de tecnologías como el escaneo de libros y la impresión bajo demanda, cada vez hay menos libros que puedan considerarse realmente descatalogados.

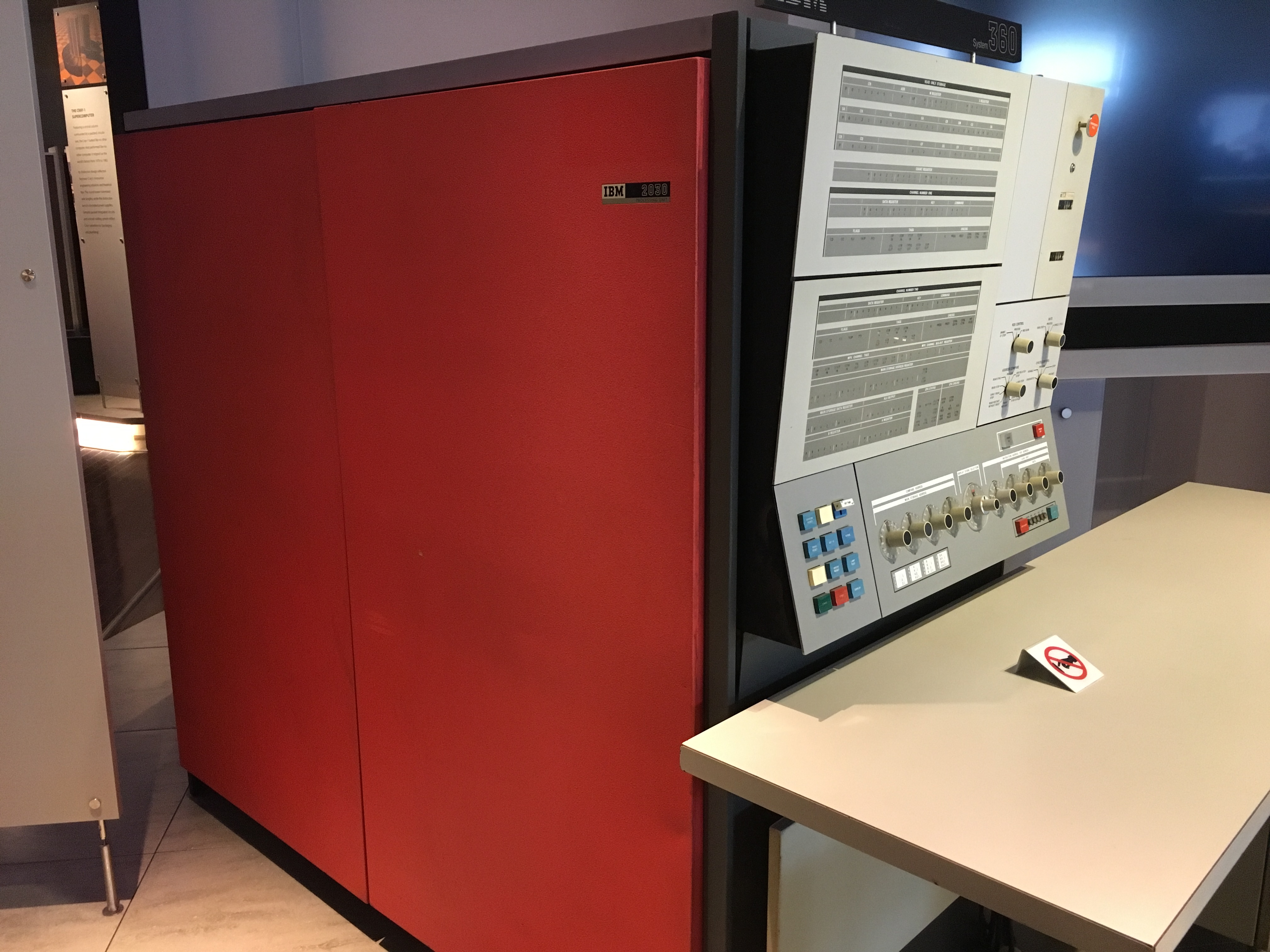
Un IBM System/360, una popular computadora de las décadas de 1960 y 1970, descatalogado a fines de 1977.

Un editor crea una tirada de un cierto número de copias de un nuevo libro. La mayoría de las tiradas modernas constan de miles de libros, que los libreros compran al por mayor, y cuando todas las copias se han vendido, pueden encargar copias adicionales. Si la tirada inicial se vende por completo y sigue habiendo demanda, el editor imprimirá más copias si es posible. Cuando el libro deje de venderse lo suficiente como para compensar los gastos de almacenamientoo justificar nuevas ediciones, el editor dejará de imprimir más copias, y los libros que quedan de la última tirada se reciclan en pulpa de celulosa. Cuando todos los libros de una tirada se han vendido a librerías, se dice que el libro está descatalogado, porque la editorial no puede suministrar más copias a las librerías. Si un libro se vende inesperadamente rápido, puede considerarse descatalogado brevemente cuando se agota la tirada inicial hasta que se imprime de nuevo.
En lugar de descatalogar un libro, la editorial puede listarlo como agotado indefinidamente para evitar tener que renunciar a los derechos de propiedad intelectual si lo declara descatalogado. A menudo, los editores permiten que ciertos libros estén agotados durante largos periodos, y después los reeditan, normalmente con nuevo formato y portada, para aprovechar la demanda que se haya podido generar. El autor o sus herederos pueden recuperar los derechos de propiedad intelectual una vez que su obra queda descatalogada por el editor.
Cuanto más tiempo haya estado descatalogado un libro, más difícil será conseguir una copia. Si hay suficiente demanda para un libro agotado y pueden resolverse todos los problemas relacionados con los derechos de autor, otro editor podría republicar la obra. En algunos casos, los libros descatalogados, incluso los que se vendieron mal, se publican de nuevo si el autor se vuelve a poner de moda.
Si un lector quiere comprar un libro descatalogado tiene la opción de buscar una librería que aún lo tenga, esperar una nueva edición o comprar una copia usada a un particular. Internet ha hecho este proceso mucho más sencillo, ya que en la red existen numerosas webs que ofrecen libros de segunda mano de particulares o librerías.
Algunos editores limitan intencionadamente las tiradas de ciertos libros a un número de copias menor que la oferta prevista, creando ediciones especiales dirigidas a coleccionistas. En esos casos se sobreentiende que el libro no será reeditado, al menos en la misma forma en que se publicó originalmente. Por ejemplo, El libro Sex de Madonna, de edición limitada, fue el libro descatalogado más solicitado de 2011 a 2015, y sigue siendo uno de los descatalogados más demandados de todos los tiempos, según Barry Walter de Rolling Stone.